# Gracias (canción)
«Gracias» es una canción interpretada por la banda mexicana de glam rock Moderatto, que fue lanzada para su sexto álbum de estudio titulado Carisma (2012). Fue lanzado como el segundo y último sencillo del álbum en abril del 2013 La canción fue escrita por Jay de la Cueva integrante de la agrupación

## Vídeoclip
Fue lanzado en el canal oficial de la banda en el mismo mes de lanzamiento y actualmente cuenta con más de 20 millones de reproducciones en su cuenta VEVO. Se muestra a una pareja de jóvenes adolescentes que están viajando dentro de una furgoneta y a la banda cantando la canción.

## Lista de canciones

### Promo CD[7][8]
| Gracias — Single |           |          |  |
| N.º              | Título    | Duración |  |
| 1.               | «Gracias» | 3:51     |  |

## Listas
| Año  | Lista  | Posición |
| ---- | ------ | -------- |
| 2010 | Los 40 | 34       |